# فرماندهی آزمایش و ارزیابی نیروی زمینی ایالات متحده آمریکا
فرماندهی آزمایش و ارزیابی نیروی زمینی ایالات متحده آمریکا (انگلیسی: United States Army Test and Evaluation Command) فرماندهی آزمایش و ارزیابی ارتش ایالات متحده آمریکا، یک واحد گزارش‌دهی مستقیم در نیروی زمینی ایالات متحده آمریکا است که مسئول آزمایش‌های توسعه‌ای، آزمایش‌های عملیاتی، ارزیابی‌های مستقل، ارزیابی‌ها و آزمایش‌های تجهیزات ارتش است.
این سازمان به‌عنوان یک واحد گزارش‌دهی مستقیم، تحت نظر معاون رئیس ستاد نیروی زمینی آمریکا، فعالیت‌های آزمایش و ارزیابی مطلع می‌کند.
واحدهای فرماندهی آزمایش و ارزیابی نیروی زمینی در سراسر ایالات متحده واقع شده است و ستاد فرماندهی آن در شهر آبردین پروو گراوند، مریلند قرار دارد.
ادغام تمام فرماندهی‌های آزمایش توسعه‌ای و عملیاتی موجود نیروی زمینی ایالات متحده در ۱۸ نوامبر ۱۹۹۸ توسط معاون رئیس ستاد ارتش تصویب شد. این تصمیم منجر به تغییر نام فرماندهی آزمایش و ارزیابی عملیاتی به فرماندهی آزمایش و ارزیابی در ۱ اکتبر ۱۹۹۹ شد.